# Casa de la Cerda
La casa de la Cerda, es una casa real con origen en la corona de Castilla por ser rama menor de la casa de Borgoña, reinante a mediados del siglo XIII a través de Alfonso X. Desciende del infante Fernando de la Cerda, hijo primogénito del rey Alfonso X de Castilla y León, apodado «de la Cerda» por haber nacido con un pelo grueso o cerda en el pecho. Es uno de los cuatro linajes que surgen directamente del tronco regio castellano durante el siglo XIII y es el origen de la casa de Medinaceli.

## Historia
El origen del linaje arranca de Alfonso de la Cerda, hijo del heredero al trono, el infante Fernando de la Cerda, muerto prematuramente antes que su padre, Alfonso X. Este último siempre defendió que su sucesor fuera su nieto Alfonso, el hijo de su primogénito, en lugar de su segundo hijo, el infante Sancho. Ello motivó la rebelión de este contra su padre, el rey Alfonso. Durante una larga guerra civil, finalmente, Alfonso de la Cerda, rey rival de Castilla (1296-1304), pero no de León, es proclamado rey de Castilla en Sahagún según algunos autores, y por otros, proclamado rey de Castilla y de León en Jaca en 1288.
Si bien las aspiraciones de Alfonso de la Cerda fueron aparcadas en 1291 por el Tratado de Monteagudo la guerra civil (1296-1304) continuó en los tiempos de Fernando IV. Finalmente, durante el reinado de este último, después de años de conflicto, la sentencia arbitral de Torrellas significó el cese a las pretensiones castellanas de Alfonso, desplazando definitivamente de este, al legítimo pretendiente al trono, y a su descendencia, el linaje de la Cerda.
El linaje de la Cerda tuvo continuidad a lo largo de la Edad Media, configurándose como una casa nobiliar de primer rango, jugando un destacado papel en la política castellana. El linaje, como otros de la época, a partir de la guerra civil trastamarista de mediados del siglo XIV, continuó por línea femenina al recaer la herencia de la familia en Isabel de la Cerda y Pérez de Guzmán, casada con Bernardo de Bearne, primer conde de Medinaceli, conformándose así la casa de Medinaceli. Esta le daría continuidad al linaje de la Cerda hasta el IX duque de Medinaceli, Luis Francisco de la Cerda y Aragón, en quien se extingue este linaje que estuvo a cargo del ducado durante 9 generaciones, pasando a manos de la familia Fernández de Córdova, quienes lo ostentaron por más de 400 años hasta el fallecimiento el 2013 de Victoria Eugenia Fernández de Córdoba y Fernández de Henestrosa XVIII duquesa de Medinaceli. Desde el 15 de septiembre de 2014, el linaje designado para estar a la cabeza de la casa y del ducado es el apellido asociado al principado alemán de Hohenlohe a través del XIX duque de Medinaceli Marco de Hohenlohe-Langenburg y Medina.

## Títulos hoy en día vinculados a la casa de la Cerda
- Ducado de Parcent
- Marquesado de Eguaras
- Marquesado de Fuente el Sol
- Marquesado de Cañada Honda
- Títulos vinculados a la casa de los duques de Medinaceli